# Uniwersytet Nysa
Uniwersytet Nysa, oficjalna nazwa Neisse University (cz. Univerzita Nisa)
– zintegrowany program studiów, powstały w wyniku współpracy trzech uczelni z Polski, Niemiec i Czech: Politechniki Wrocławskiej, Wyższej Szkoły Technicznej w Zittau/Görlitz i Uniwersytetu Technicznego w Libercu. Obecnie zajęcia odbywają się na kierunku Zarządzanie i Marketing, specjalność: Zarządzanie informacją w przedsiębiorstwie (Information and Communication Management). Dla polskich studentów studia trwają 3,5 roku i kończą się nadaniem absolwentom tytułu inżyniera. W semestrze zimowym 2007 uruchomione zostały studia II stopnia (magisterskie) pn. „Environmental Health and Safety Risk Management” (EH&SRM). Wykłady na obu kierunkach prowadzone są w języku angielskim, a studenci pochodzący z różnych krajów co roku zmieniają miejsce pobytu i nauki (Polska, Czechy, Niemcy).

## Historia
27 listopada 2000 w wyniku porozumienia trzech uczelni z Polski, Niemiec i Czech: Politechniki Wrocławskiej, Wyższej Szkoły Technicznej w Zittau/Görlitz i Uniwersytetu Technicznego w Libercu utworzono projekt o nazwie „Neisse University”. Od października 2001 roku naukę rozpoczęło 30 studentów z trzech wymienionych wyżej krajów, na jedynym wówczas kierunku: „Zarządzanie informacją w przedsiębiorstwie”. Pierwszym prezydentem uniwersytetu był prof. dr. Peter Schmidt.
W roku 2004 Uniwersytet Nysa uzyskał akredytację ACQUIN.
W tym samym roku wybrano nowego prezydenta, został nim prof. Klaus ten Hagen.
Począwszy od roku 2007 studia na uniwersytecie mogą podjąć również studenci spoza trzech krajów założycielskich. Nowo powstały program uzupełniających studiów magisterskich stworzony został z myślą o bardziej zróżnicowanej narodowo grupie studentów.

## Charakterystyka uniwersytetu
O specyficznym charakterze Uniwersytetu Nysa świadczą następujące fakty:
- wszystkie zajęcia prowadzone są w języku angielskim;
- studenci mają okazję mieszkać i uczyć się w trzech krajach i miastach. Pierwszy rok w czeskim Libercu, drugi w Jeleniej Górze, studia kończy rok w niemieckim mieście Görlitz;
- studenci pochodzą z różnych krajów.

## Kierunki i specjalizacje
- Economics and Computer Science (Ekonomia i Informatyka)
  - Information and Communication Management – zajęcia odbywają się na kierunku: Zarządzanie, specjalność: Zarządzanie Informacją i Komunikacją (Information and Communication Management). Wykłady prowadzone są w języku angielskim. Dla polskich studentów studia trwają 3,5 roku i kończą się nadaniem absolwentom tytułu licencjat. Studia zaczynają się semestrem zerowym w sierpniu i kończą egzaminem z języka angielskiego. Pierwszy rok studiów odbywa się w Libercu, drugi w Jeleniej Górze a trzeci w Zittau/Görlitz.

- Economics and Environmental Studies (Ekonomia i ochrona środowiska)
  - Environmental Health and Safety Risk Management. Począwszy od semestru jesiennego 2007 Uniwersytet Nysa oferuje studia II stopnia (magisterskie) pn. „Environmental Health and Safety Risk Management” (EH&SRM). Studia prowadzone są w języku angielskim i przeznaczone dla absolwentów wszystkich kierunków studiów I stopnia (w Polsce ze stopniem licencjata i inżyniera, dla innych krajów – ze stopniem bachelor). Studia są czterosemestralne, przy czym I semestr zaczyna się na Politechnice Wrocławskiej, II sem. prowadzony jest w Libercu, III sem. – w Zittau/Görlitz, a w czasie IV sem. studenci odbywają praktyki w wybranych przez siebie przedsiębiorstwach w Polsce, Niemczech lub Czechach oraz piszą prace dyplomowe związane z praktyką. Absolwenci otrzymują dyplomy ukończenia studiów trzech partnerskich uczelni. Ze strony Politechniki Wrocławskiej w zorganizowaniu i uruchomieniu studiów II stopnia uczestniczy Wydział Chemiczny. Studia są odpłatne i dostępne dla kandydatów ze wszystkich krajów.

## Wydziały
Ponieważ studia prowadzone są przez trzy uczelnie, kursy prowadzone na uniwersytecie podlegają różnym wydziałom.
- Zarządzanie informacją i komunikacją, studia inżynierskie
  - Wydział Ekonomii, Uniwersytet Techniczny w Libercu
  - Wydział Informatyki i Zarządzania, Politechnika Wrocławska
  - Wydział Informatyki, Wyższa Szkoła Techniczna Zittau/Görlitz

- MSc Environmental Health and Safety Risk Management
  - Wydziały Ekonomii, Tekstyliów i Ochrony Środowiska, Uniwersytet Techniczny w Libercu
  - Wydział Chemii, Politechnika Wrocławska
  - Wydziały Matematyki i Nauk PrzyrodniczychWyższa Szkoła Techniczna Zittau/Görlitz